# Liste der Kulturgüter in Luterbach
Die Liste der Kulturgüter in Luterbach enthält alle Objekte in der Gemeinde Luterbach im Kanton Solothurn, die gemäss der Haager Konvention zum Schutz von Kulturgut bei bewaffneten Konflikten, dem Bundesgesetz vom 20. Juni 2014 über den Schutz der Kulturgüter bei bewaffneten Konflikten sowie der Verordnung vom 29. Oktober 2014 über den Schutz der Kulturgüter bei bewaffneten Konflikten unter Schutz stehen.
Objekte der Kategorie A sind im Gemeindegebiet nicht ausgewiesen, Objekte der Kategorie B sind vollständig in der Liste enthalten, Objekte der Kategorie C fehlen zurzeit (Stand: 1. Januar 2023).

## Kulturgüter
| Foto |                                                                           | Objekt                                         | Kat. | Typ | Standort                               | Beschreibung |
| ---- | ------------------------------------------------------------------------- | ---------------------------------------------- | ---- | --- | -------------------------------------- | ------------ |
| ja   | Datei hochladen · Wikidata zu Kraftwerk am Emmenkanal (Q29880987)         | Kraftwerk am Emmenkanal KGS-Nr.: 10172         | B    | G   | Solothurnstrasse (55) 610314 / 229273  |              |
| ja   | Datei hochladen · Wikidata zu Wasserkraftwerk Areal Schoeller (Q29880993) | Wasserkraftwerk Areal Schoeller KGS-Nr.: 11180 | B    | G   | Untere Emmengasse (30) 610638 / 228208 |              |
| BW   | Datei hochladen · Wikidata zu Pfarrhaus (Q29880990)                       | Pfarrhaus KGS-Nr.: 11181                       | B    | G   | Hauptstrasse 2 611263 / 229239         |              |
| ja   | Datei hochladen · Wikidata zu Pfarrkirche St. Josef (Q29880991)           | Pfarrkirche St. Joseph KGS-Nr.: 13517          | B    | G   | Hauptstrasse (6) 611336 / 229317       |              |
| BW   | Datei hochladen · Wikidata zu Reformierte Kirche (Q114881508)             | Reformierte Kirche KGS-Nr.: 16740              | B    | G   | Schachenstrasse (2) 610799 / 229171    |              |